# Delhayelita
La delhayelita és un mineral de la classe dels silicats. Rep el nom en honor de Fernand Delhaye (Clermont-Ferrand, 4 de febrer de 1880 - Sint-Gillis-Obbrussel, 15 de desembre de 1946).

## Característiques
La delhayelita és un silicat de fórmula química (Na,K)10Ca₅Al₆Si32O80(Cl₂,F₂,SO₄)₃·18H₂O. Cristal·litza en el sistema ortoròmbic. Fàcilment s'altera hidrotermalment a la hidrodelhayelita.
Segons la classificació de Nickel-Strunz, la delhayelita pertany a «09.EB - Fil·losilicats amb xarxes dobles amb 4- i 6-enllaços» juntament amb els següents minerals: macdonaldita, rhodesita, hidrodelhayelita, monteregianita-(Y) i carletonita.

## Formació i jaciments
Va ser descoberta al mont Shaheru, situat a la localitat de Goma, a Kivu Nord (República Democràtica del Congo). També ha estat descrit al Marroc, Itàlia i Rússia. Els exemplars trobats en aquest darrer país, tots ells procedents de diferents indrets del massís de Khibini (óblast de Múrmansk), presenten fluorescència de color taronja.